# Zara Larsson

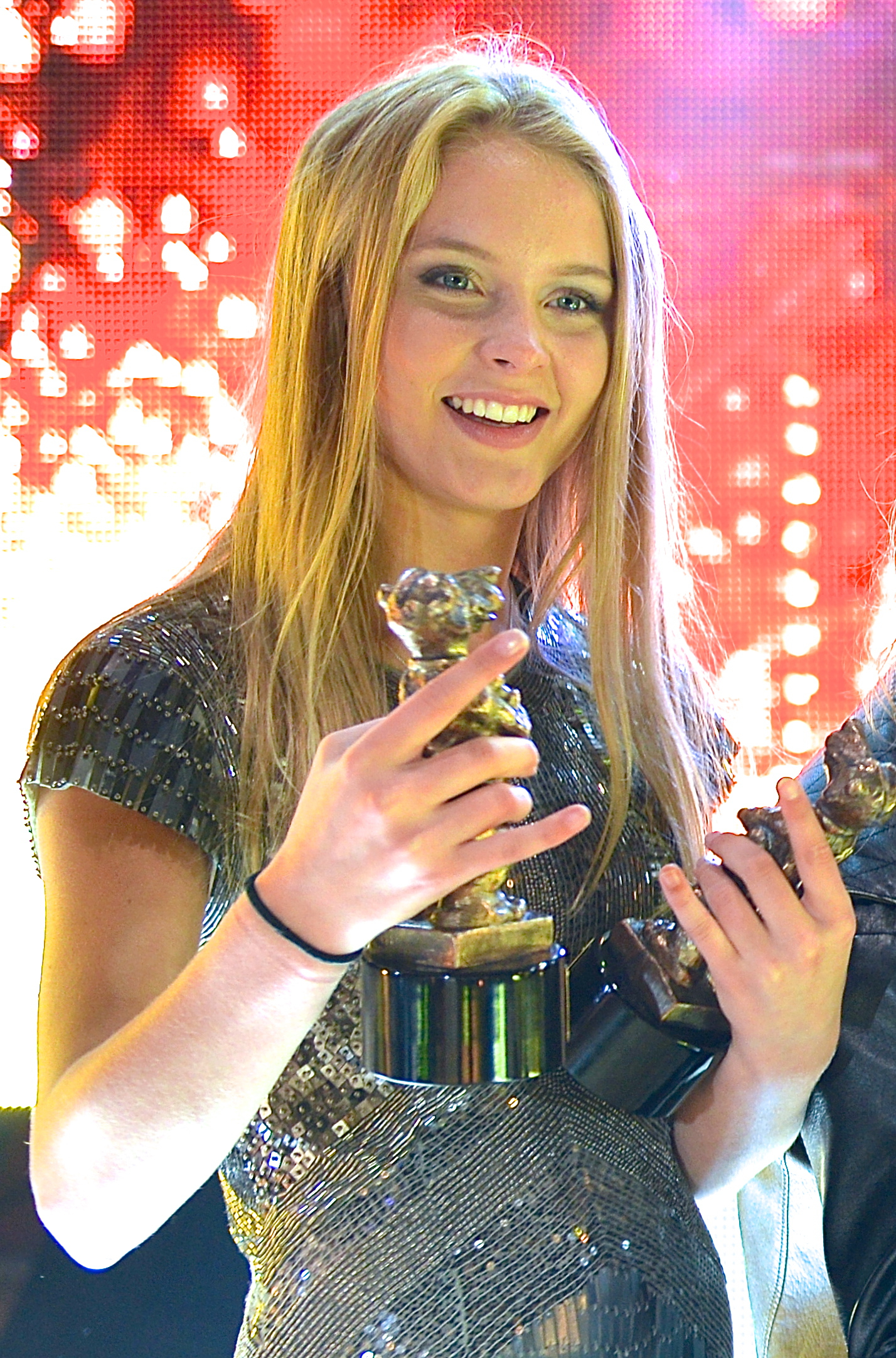
Larsson in 2013

Zara Maria Larsson (Stockholm, 16 december 1997) is een Zweedse zangeres.
Ze werd bij het grote publiek bekend door het winnen van de TV4 talentenjacht Talang 2008, de Zweedse versie van Holland's Got Talent en Belgium's Got Talent. Larsson kreeg een platencontract bij Ten Music Group, een Zweedse platenmaatschappij in handen van Universal Music Group. In januari 2013 brak ze door met haar eerste ep Introducing. De daaropvolgende april tekende ze bij Sony Music Entertainment een platencontract in de Verenigde Staten. Ze scoorde talrijke solohits zals Lush Life, Ain't My Fault en samenwerkingen zoals This One's for You (met David Guetta) en Symphony (met Clean Bandit).

## Levensloop

### Begin
Zara Maria Larsson werd op 16 december 1997 geboren in de Zweedse hoofdstad Stockholm. Ze begon al op jonge leeftijd met zingen, en in 2007 deed ze mee aan de Zweedse talentenjacht Stjärnskott, waar zij de finale haalde.
Tijdens Talang 2008 trad ze op met drie liedjes. Van Whitney Houston zong ze tijdens de auditie en in de halve finale The greatest love of all en One moment in time. Met Céline Dion’s nummer My heart will go on won de toen tienjarige Larsson de finale van Talang en ontving zij het prijzengeld van 500.000 SEK, omgerekend een kleine € 60.000. My heart will go on werd Larssons debuutsingle. Haar optreden werd op YouTube ruim 14,2 miljoen keer bekeken.
Ondanks het feit dat het de vier jaar na haar overwinning op Talang stil was rond Larsson, tekende zij een contract bij Ten Music Group, een dochtermaatschappij van Universal Music Group. Op 21 januari 2013 bracht de op dat moment 15-jarige Larsson haar eerste ep Introducing uit. Op deze ep was onder meer het lied Uncover te horen, waarvan men vanaf 9 december naar de preview kon luisteren op Youtube.

### 2012-2014: Doorbraak
Introducing werd uitgebracht op 21 januari 2013 en bevatte vijf liedjes. Uncover werd Larssons eerste hit; nummer 1 in de Sverigetopplistan in Zweden, nummer 1 in de VG-lista in Noorwegen en nummer 4 in de Tracklisten in Denemarken. Op 25 februari 2013 kreeg Larsson een platina plaat voor Uncover. De Youtube-video werd 5,3 miljoen keer bekeken.
Op 27 maart 2013 onthulde Larsson een preview van haar volgende ep met het lied She’s not me (Pt. 1). Deze ep kreeg de titel Allow me to reintroduce myself en werd uitgebracht op 5 juli 2013. De dubbelsingle met daarop She’s not me (Pt. 1) en She’s not me (Pt. 2) werd uitgebracht op 25 juni 2013.
In april 2013 tekende Larsson een platencontract bij Sony Music Entertainment in de Verenigde Staten. In mei 2014 presenteerde ze haar single Carry you home, gevolgd door de single Rooftop in september van dat jaar. Beide nummers zijn terug te vinden op het debuutalbum 1 van Larsson, dat uitkwam op 1 oktober 2014.

### 2015-2017: So Good

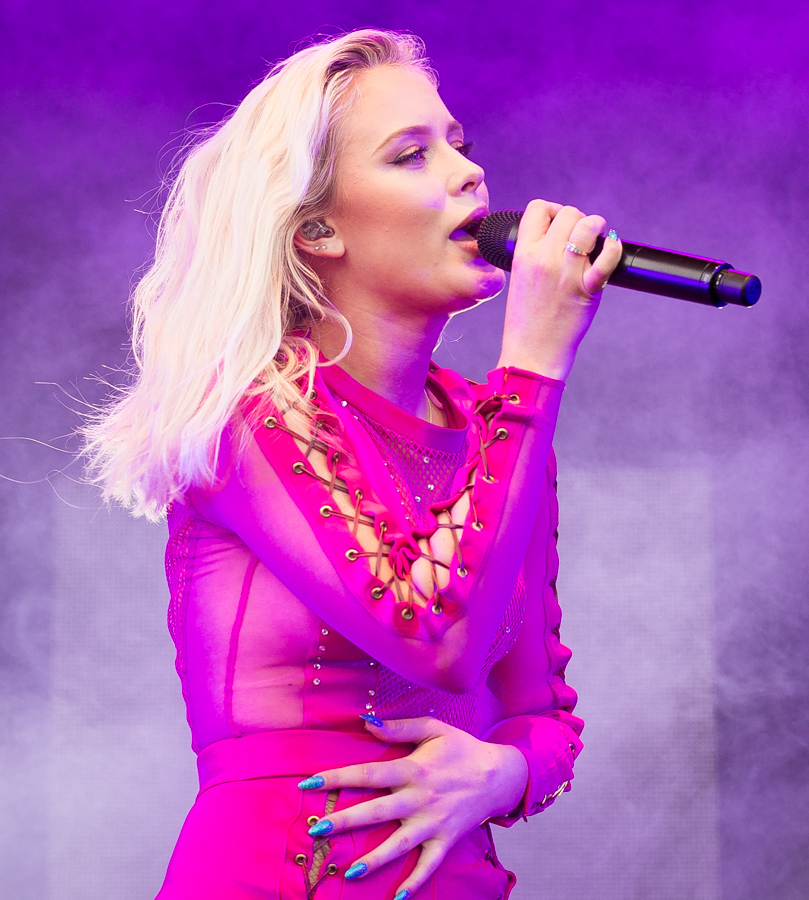
Larsson, 2016

In de zomer van 2015 brak Larsson wereldwijd door toen ze met haar single Lush life een grote hit scoorde. Het stond bovenaan de hitlijsten in 24 landen, en de single werd dubbel platina in Zweden, Denemarken en Nederland. 
In juli 2015 werd een samenwerking met MNEK, de single Never forget you, net zoals de voorgaande single een groot succes. In Nederland en Vlaanderen behaalden de singles de top 10.
In september 2016 verscheen de single Ain't my fault, die in vele landen de hitlijsten haalde. Hierna scoorde ze wederom een hit met het nummer I would like. 
In 2016 maakte Larsson samen met David Guetta het officiële nummer voor het Europees kampioenschap voetbal 2016, genaamd This one's for you. Dit nummer haalde de zevende plaats in de Nederlandse Top 40.
In januari 2017 verscheen de single So good, afkomstig van haar gelijknamige tweede album, dat uitkwam op 17 maart 2017. Naast hits als Lush life en Never forget you staan op het album ook een samenwerking met Wizkid en met Clean Bandit. Met die groep maakte ze de wereldhit Symphony, die haar in Zweden haar vijfde nummer 1-hit opleverde. Na dit succes begon ze aan een wereldtournee, die begin 2017 naar Nederland kwam. In 2017 werden Don't let me be yours en Only you als zesde en zevende single van het album gekozen.

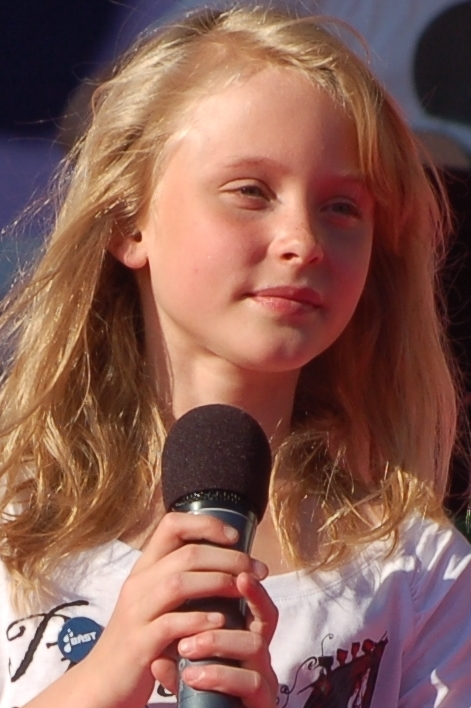
Zara Larsson in 2008

### 2018-2022: Poster Girl
In september 2017 maakte de zangeres bekend dat ze was begonnen aan het schrijven van een derde album. Ze voegde daaraan toe dat ze al twee nummers geschreven heeft met MNEK. In oktober 2018 verscheen de eerste single Ruin my life. De single kon net geen eerste plaats halen in haar thuisland, ze haalde er wel een platina plaat binnen. In 2019 kwam de tweede single van het album uit: Don't worry about me. In juli 2020 bracht Zara Larsson de single Love Me Land uit, oorspronkelijk aangekondigd als de titelsong van haar nieuwe album. Later werd bevestigd dat het album de titel Poster Girl zou dragen, en ook de single Wow zou bevatten. In aanloop naar het album volgden onder andere Talk About Love (met Young Thug) en een remix van Wow met Sabrina Carpenter. Poster Girl verscheen op 5 maart 2021 en kreeg overwegend positieve recensies. Het album bereikte de derde plaats in de Zweedse albumlijst en de top 20 in het Verenigd Koninkrijk.

### 2022-heden: Venus en Midnight Sun
In 2022 bracht Larsson de single Words uit in samenwerking met DJ Alesso. In juni van dat jaar richtte ze haar eigen platenlabel op, Sommer House, en verwierf ze de rechten over haar muziekcatalogus.
In 2023 begon Larsson met de release van nieuwe muziek voor haar vierde studioalbum Venus. De eerste single Can’t Tame Her verscheen in januari, gevolgd door End of Time en On My Love, een samenwerking met David Guetta. Het album Venus werd uitgebracht op 9 februari 2024, gevolgd door een Europese Venus Tour met stops in AFAS Live en Ancienne Belgique.
In 2024 maakte Larsson haar acteerdebuut in de Zweedse Netflix-film A Part of You, die op 31 mei 2024 verscheen. Een vijfde studioalbum Midnight Sun komt er in 2025. 

## Discografie
| Album met hitnotering(en) in de Vlaamse Ultratop 200 albums | Datum van verschijnen | Datum van binnenkomst | Hoogste positie | Aantal weken | Opmerkingen |
| ----------------------------------------------------------- | --------------------- | --------------------- | --------------- | ------------ | ----------- |
| So good                                                     | 2017                  | 25-03-2017            | 19              | 105          |             |
| Poster Girl                                                 | 2021                  | 13-03-2021            | 117             | 1*           |             |

### Singles
| Single met eventuele hitnotering(en) in de Nederlandse Top 40 | Datum van verschijnen | Datum van binnenkomst | Hoogste positie | Aantal weken | Opmerkingen                                                 |
| ------------------------------------------------------------- | --------------------- | --------------------- | --------------- | ------------ | ----------------------------------------------------------- |
| Lush life                                                     | 2015                  | 05-09-2015            | 3               | 26           | Nr. 3 in de Single Top 100                                  |
| Never forget you                                              | 2015                  | 14-11-2015            | 8               | 23           | met MNEK / Nr. 8 in de Single Top 100 / Alarmschijf         |
| Girls like                                                    | 2016                  | 02-04-2016            | 10              | 16           | met Tinie Tempah / Nr. 9 in de Single Top 100               |
| This one's for you                                            | 2016                  | 28-05-2016            | 5               | 16           | met David Guetta / Nr. 6 in de Single Top 100 / Alarmschijf |
| Ain't my fault                                                | 2016                  | 10-09-2016            | 21              | 10           | Nr. 28 in de Single Top 100                                 |
| I would like                                                  | 2016                  | 19-11-2016            | 23              | 12           | Nr. 28 in de Single Top 100                                 |
| So good                                                       | 2017                  | 28-01-2017            | tip4            | -            | met Ty Dolla Sign                                           |
| Symphony                                                      | 2017                  | 01-04-2017            | 3               | 22           | met Clean Bandit / Nr. 4 in de Single Top 100 / Alarmschijf |
| Don't let me be yours                                         | 2017                  | 31-06-2017            | tip15           | -            |                                                             |
| Ruin my life                                                  | 2018                  | 20-10-2018            | tip1            | -            | Nr. 60 in de Single Top 100                                 |
| Don't worry bout me                                           | 2019                  | 30-03-2019            | tip15           | -            |                                                             |
| All the time                                                  | 2019                  | 30-06-2019            | tip20           | -            |                                                             |
| Like it is                                                    | 2020                  | 28-03-2020            | tip3            | -            | met Kygo & Tyga                                             |
| Talk About Love                                               | 2021                  | 09-01-2021            | tip29           | -            | met Young Thug                                              |
| Words                                                         | 2022                  | 17-06-2022            | 2               | 27           | met Alesso                                                  |
| On my love                                                    | 2023                  | 15-09-2023            | tip12           | -            | met David Guetta                                            |
| You love who you love                                         | 2024                  | 19-01-2024            | tip21           | -            |                                                             |

| Single met hitnotering(en) in de Vlaamse Ultratop 50 | Datum van verschijnen | Datum van binnenkomst | Hoogste positie | Aantal weken | Opmerkingen                |
| ---------------------------------------------------- | --------------------- | --------------------- | --------------- | ------------ | -------------------------- |
| Uncover                                              | 2013                  | 18-04-2015            | 7               | 22           | Platina                    |
| Lush life                                            | 2015                  | 19-09-2015            | 2               | 17           | Platina                    |
| Never forget you                                     | 2015                  | 05-12-2015            | 9               | 17           | Platina                    |
| Girls like                                           | 2016                  | 09-04-2016            | 16              | 16           | met Tinie Tempah / Goud    |
| This one's for you                                   | 2016                  | 21-05-2016            | 10              | 17           | met David Guetta / Platina |
| Ain't my fault                                       | 2016                  | 17-09-2016            | 26              | 16           | Goud                       |
| I would like                                         | 2016                  | 26-11-2016            | tip1            | -            |                            |
| So good                                              | 2017                  | 04-02-2017            | tip2            | -            | met Ty Dolla Sign          |
| Symphony                                             | 2017                  | 08-04-2017            | 3               | 29           | met Clean Bandit / Platina |
| Don't let me be yours                                | 2017                  | 27-05-2017            | tip             | -            |                            |
| Ruin my life                                         | 2018                  | 03-11-2018            | 41              | 3            |                            |
| Don't worry bout me                                  | 2019                  | 06-04-2019            | tip             |              |                            |
| Words                                                | 2022                  | 12-06-2022            | 38              | 2*           | met Alesso                 |

- Bibliothèque nationale de France: cb169893633 (data)
- Gemeinsame Normdatei: 107987903X
- International Standard Name Identifier: 0000 0004 4645 3320
- Library of Congress Control Number: no2015019245
- MusicBrainz: 134e6410-6954-45d1-bd4a-0f2d2ad5471d
- Nationale Bibliotheek van Israël: 987007375516105171
- Système universitaire de documentation: 251546403
- Virtual International Authority File: 315084941
- WorldCat: E39PBJpJdkjv48RpYXW9JCk4bd